# Idaea finita
Idaea finita là một loài bướm đêm trong họ Geometridae.